# Skylon (album)
Skylon – drugi studyjny album Otta, został wydany 25 stycznia 2008 roku przez Twisted Records. Okładkę albumu zaprojektował artysta, grafik Matei Apostolescu.

## Lista utworów
1. "From Trunch to Stromness" - 11:58
2. "The Queen of All Everything" - 7:52
3. "Rogue Bagel" - 8:29
4. "Daisies and Rubies" - 10:18
5. "Signals from Bob" - 7:48
6. "382 Seaside" - 6:45
7. "Roflcopter" - 7:22
8. "A Shower of Sparks" - 9:00